# Magdalena Rigamonti
Magdalena Rigamonti z domu Łukaszewicz (ur. 22 czerwca 1975) – polska dziennikarka prasowa, radiowa i autorka książek, związana z portalem Onet.pl. 
Wcześniej pracowała m.in. w gazetach „Dzienniku Gazecie Prawnej”, i „Polska The Times”, w tygodnikach „Newsweek Polska” i „Wprost” oraz w radiach Tok FM i Polskim Radio 24. Członkini rady Press Club Polska.

## Życiorys
Była zatrudniona w tygodniku „Wprost”. 10 czerwca 2016 zwolniono ją z pracy w stacji Polskie Radio 24. W latach 2015–2022 była dziennikarką „Dziennika Gazety Prawnej”. Od września 2022 jest dziennikarką portalu Onet.pl.
W 2014 została laureatką nagrody MediaTory w kategorii detonaTOR!. W 2016 uzyskała Nagrodę Grand Press w kategorii „wywiad” za wywiad Zasady są jasne: wygrała ta partia i morda w kubeł przeprowadzony z Marcinem Wolskim. W 2017 przyznano jej Nagrodę im. Dariusza Fikusa. Pisywała także jako krytyczka teatralna.
W 2018 roku książka Echo, opublikowana przez Magdalenę i Maksymiliana Rigamontich, wygrała w konkursie Pictures of the Year International w kategorii Photography Book of the Year.
W lutym 2023 roku ukraińska reżyserka Switłana Oleszko dokonała adaptacji i wystawiła w Teatrze Polskim w Warszawie performatywne czytanie książki „Niewygodni”.
Od 2023 przygotowuje autorski cykl rozmów Żałoba po Rosji na Onet.pl, a od stycznia 2024 wraz z Tomaszem Sekielskim prowadzi podcast Rachunek sumienia.
Jest żoną Maksymiliana Rigamontiego.

## Publikacje książkowe
- Płk Roman Polko. Gromowładny (jako Magdalena Łukaszewicz), Wydawnictwo M. Warszawa 2005, ISBN 83-7221-706-8.
- Bez znieczulenia: jak powstaje człowiek (współautorzy: Marzena Dębska, Romuald Dębski), Dom Wydawniczy PWN, Warszawa 2014, ISBN 978-83-7705-975-3.
- Bez strachu. Jak umiera człowiek (współautor: Adam Ragiel), Dom Wydawniczy PWN, Warszawa 2015, ISBN 978-83-7705-696-7.
- Straty. Żołnierze z Afganistanu (współautor: Maksymilian Rigamonti), Dom Wydawniczy PWN, Warszawa 2015, ISBN 978-83-7705-778-0.
- Zatrzymać czas. Sekrety medycyny estetycznej (współautor: Krzysztof Gojdź), Edipresse, Warszawa 2015, ISBN 978-83-7945-070-1.
- Dorosnąć do śmierci (współautor: Maksymilian Rigamonti), Fundacja Dorastaj z Nami, Warszawa 2016, ISBN 978-83-944023-2-7.
- Kulisy warszawskiego ratusza (współautor: Jacek Wojciechowicz), Wydawnictwo Od deski do deski, Warszawa 2018, ISBN 978-83-65157-79-9.
- Śmierć warta zachodu (koncepcja książki i opieka redakcyjna – wspólnie z Piotrem Siemionem; pozostali autorzy: Cezary Łazarewicz, Brygida Grysiak, Dorota Łosiewicz, Paweł Reszka, Robert Mazurek, Małgorzata Sidz, Jan Rojewski, zdjęcia Maksymilian Rigamonti), wyd. Bellona 2020, ISBN 978-83-11-15993-8 – publikacja jubileuszowa z okazji dziesięciolecia Fundacji Dorastaj z Nami.
- Niewygodni, wyd. Wielka Litera, Warszawa 2022, ISBN 978-83-8032-773-3.